# Bamboevingerrat
De bamboevingerrat (Kannabateomys amblyonyx)  is een zoogdier uit de familie van de stekelratten (Echimyidae). De wetenschappelijke naam van de soort werd voor het eerst geldig gepubliceerd door Johann Andreas Wagner in 1845.

## Voorkomen
De soort komt voor in Brazilië, Paraguay en Argentinië.